# Gtech Community Stadium
Le Brentford Community Stadium, appelé Gtech Community Stadium par contrat de naming avec Grey Technology (en), est un équipement sportif situé à Brentford, dans le borough londonien de Hounslow au sud-ouest de Londres, en Angleterre. Ce stade de 17 250 places, inauguré le 1er septembre 2020, héberge depuis 2020 les matchs du Brentford FC. Il a notamment accueilli quatre matchs du Championnat d'Europe féminin de football 2022.

## Histoire

### Projet de construction
En 2002, après plusieurs années de spéculations sur un éventuel déménagement, le Brentford Football Club annonce son intention de déménager dans un nouveau stade avec une capacité entre 20 000 et 25 000 personnes, près de Kew Bridge,. Après plusieurs années d’incertitude, le projet est soudainement ramené à l’attention du public en décembre 2007 lorsque le club annonce qu’il a obtenu une option sur le site. Puis, en février 2008 le partenaire de développement du club, Barratt Homes Limited, a terminé l’achat du terrain de 31 000 m2 à Lionel Road.
Le 28 juin 2012, le club a officiellement acheté le terrain situé à Lionel Road. En décembre 2013, le conseil municipal de Hounslow approuve le projet du club. Le stade proposé comptera environ 20 000 places, sera achevé pour l'été 2016. Le club recrute l'agence d'architecture AFL, pour concevoir le stade. Tous les terrains nécessaires à l’aménagement du nouveau stade sont acquis le 1er septembre 2016.
En août 2016, le club de rugby à XV London Irish envisage de déménager dans le nouveau stade du Brentford FC. Lors de la réunion du comité de planification du 9 février 2017, les conseillers décident d’approuver la demande de planification des London Irish pour autoriser le rugby dans le nouveau stade,. Les London Irish feront leur retour dans la capitale dès le début de la saison 2020-21.
Le 15 août 2017, le club annonce la baisse de la capacité du stade, réduite à 17 250 places, pour un coût de 71 millions de livres sterling.

### Travaux
Le Brentford Community Stadium est conçu par AFL. Arup est embauché comme maître d'œuvre, travaillant aux côtés de LRD.
Le chantier du nouveau stade a débuté le 24 mars 2017. La cérémonie de début des travaux a lieu le 19 mars 2018, en présence de la famille d'Ernest Muttitt (en),. Puis, le 10 avril, le club annonce le début de la première étape de la construction du stade. La construction du stade doit être terminée d'ici à l'été 2020, a déclaré le club,. Le montage de la structure commence en juillet 2018, puis en juin 2019, la structure principale du stade est en place. La construction du stade est achevée le 30 août 2020.

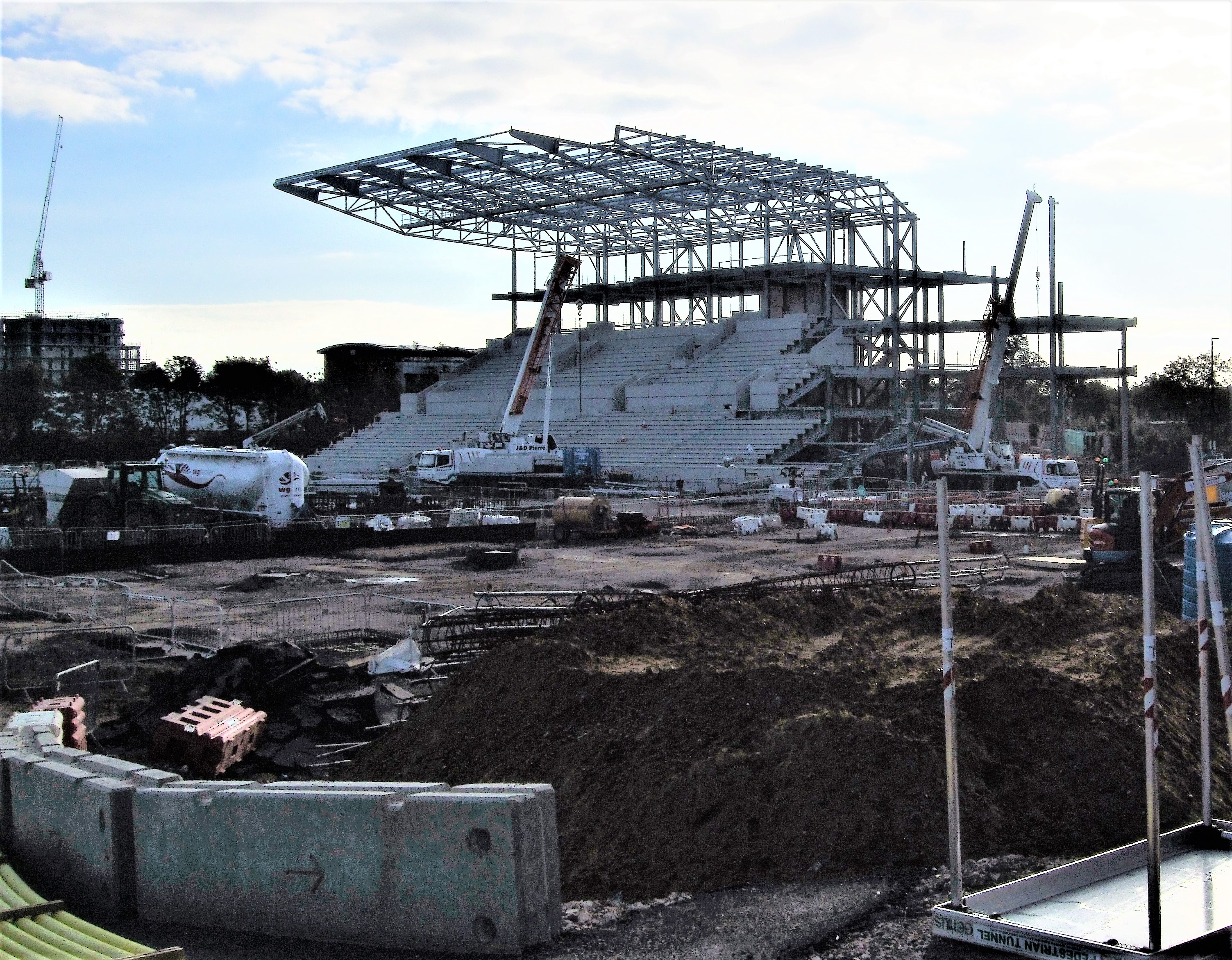
Chantier en septembre 2018.
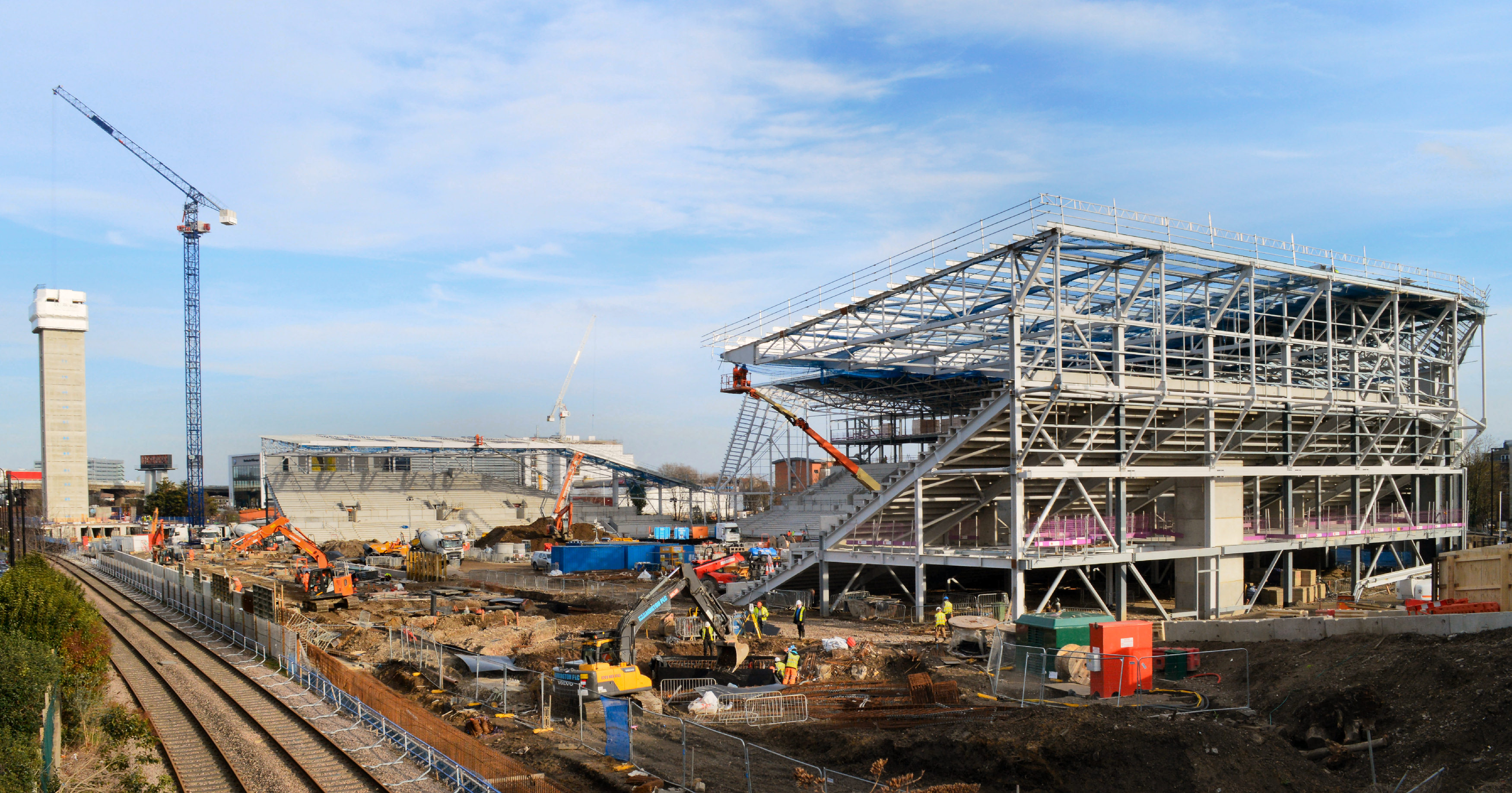
Chantier en février 2019.
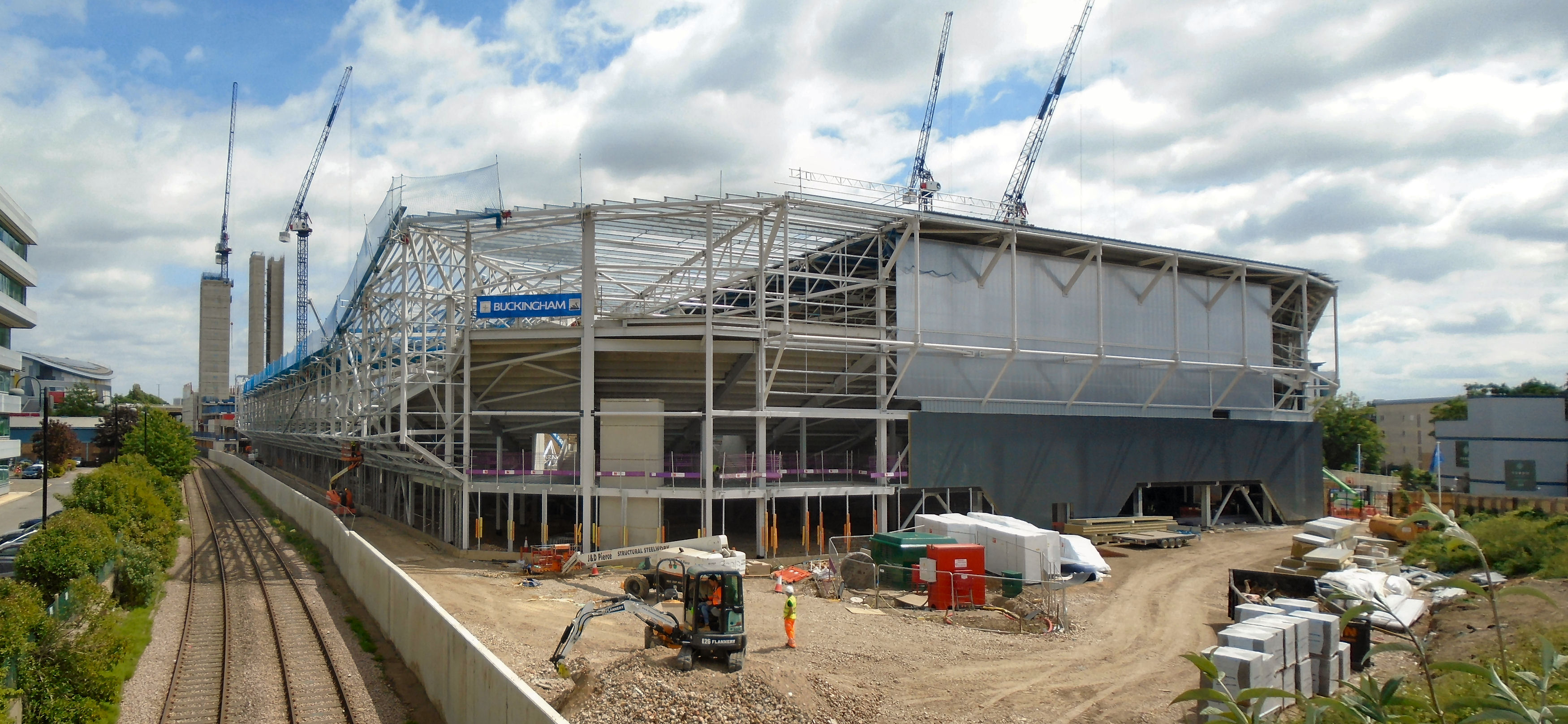
Chantier en mai 2019.
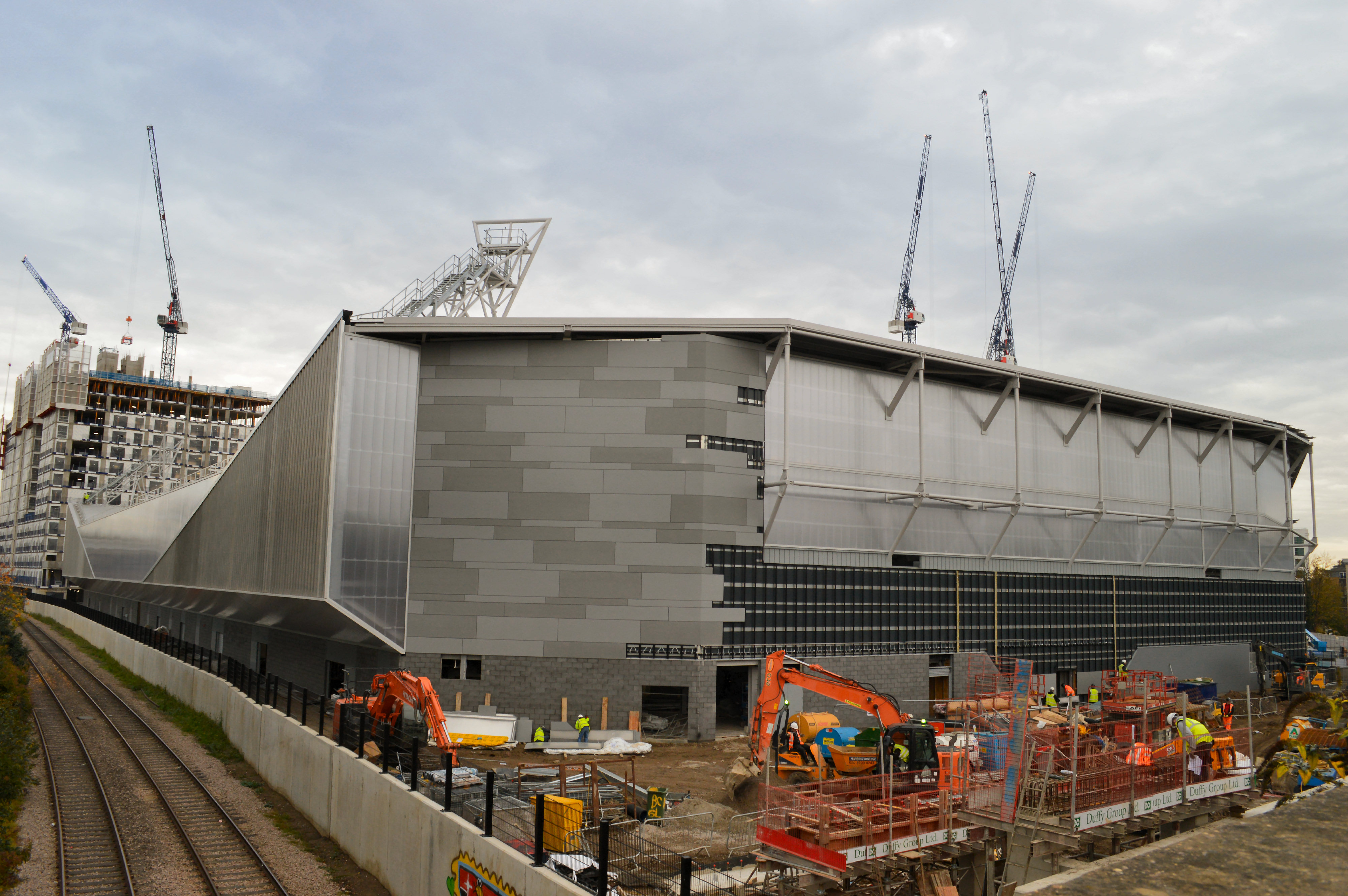
Chantier en novembre 2019.

### Rencontre inaugurale
Le 1er septembre 2020, la première partie consiste en un match amical opposant le Brentford FC à Oxford United. La rencontre se solde par un match nul (2-2) et Sergi Canós devient le premier buteur dans la nouvelle enceinte. En raison de la situation sanitaire due à la pandémie de Covid-19, l'ouverture a lieu à huis clos.
Le premier match officiel a toutefois lieu le 6 septembre 2020 avec l'accueil du Wycombe Wanderers, lors du premier tour de l'EFL Cup. Brentford gagne aux tirs au but. Ethan Pinnock, est le premier buteur en match officiel dans ce stade. En raison de la situation sanitaire due à la pandémie de Covid-19, la rencontre a lieu à huis clos.

### Nom
Le 28 juillet 2022, Grey Technology Limited (en) (Gtech) et Brentford FC ont annoncé un accord de droits de dénomination de dix ans pour le nouveau stade,.

## Utilisation du stade

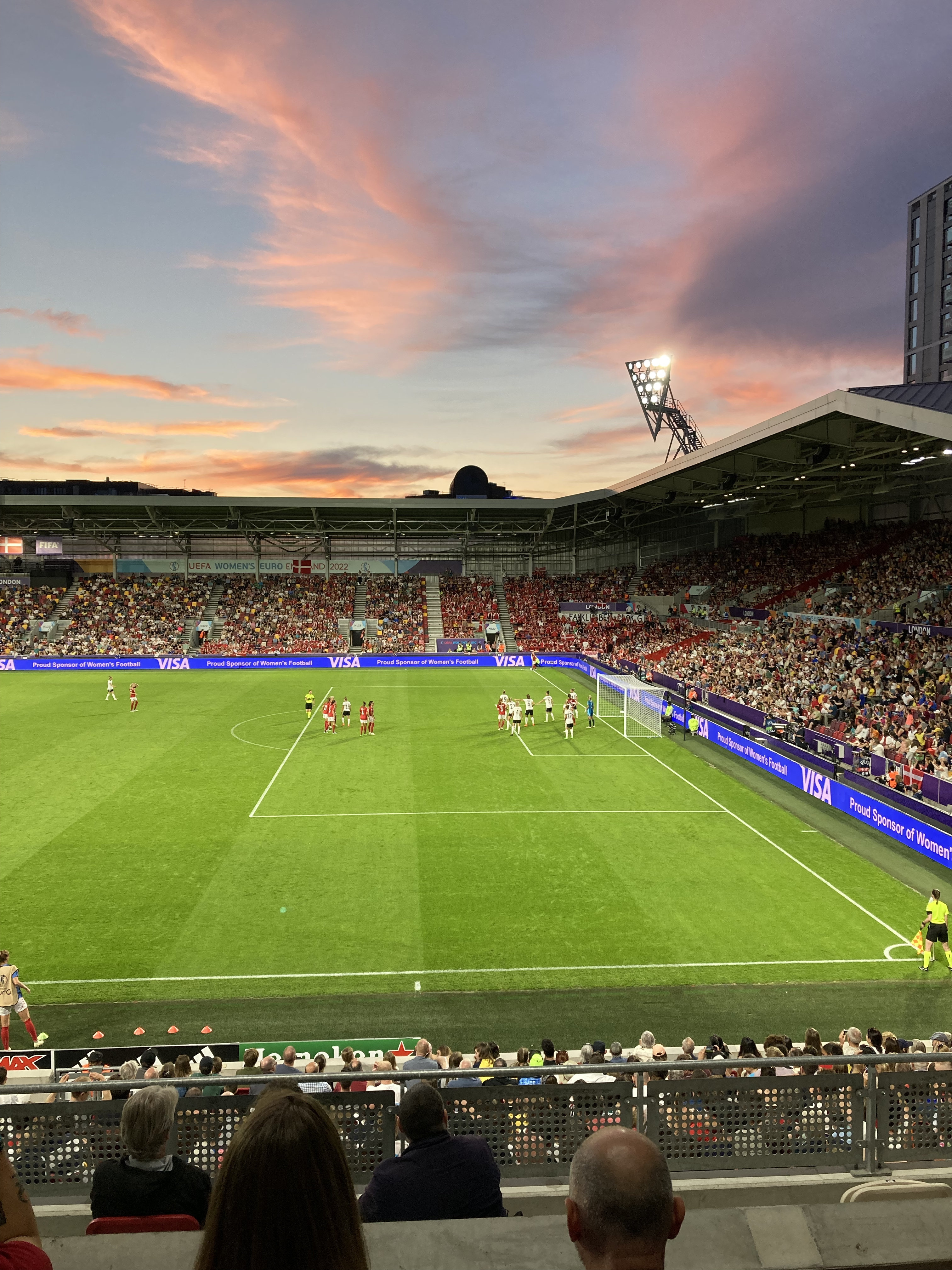
Match de l'Euro féminin entre l'Allemagne et le Danemark le 8 juillet 2022.

### London Irish
Après vingt ans au Madejski Stadium de Reading, les Irlandais ont finalement fait un retour tant attendu pour rejouer des matchs à domicile à Londres. Les London Irish disputent leur match inaugural dans le nouveau stade le 29 novembre 2020 face aux Leicester Tigers, à l'occasion d'une rencontre de Premiership. Les London Irish l'emportent sur le score de 22-9 et le premier essai est marqué par Curtis Rona,.

### Manifestations sportives
Le Brentford Community Stadium est sélectionné par la Fédération anglaise lors de la présentation de la candidature pour accueillir le Championnat d'Europe féminin de football 2021,. Il est sélectionné dans la liste finale des sites le 20 août 2019. Il accueille trois rencontres du groupe B et un quart de finale du Championnat d'Europe féminin de football 2022,.